# Sonata per pianoforte n. 17 (Beethoven)
La sonata per pianoforte in re minore n. 17 detta La Tempesta è una delle più note sonate pianistiche di Ludwig van Beethoven. Composta tra il 1801 e il 1802, e revisionata nell'estate 1802 a Heiligenstadt, fu edita insieme alla sonata in sol maggiore op. 31 n. 1.

## Struttura
Come la precedente sonata, è strutturata in tre movimenti:
1. Largo - Allegro
2. Adagio (in Si bemolle maggiore)
3. Allegretto

## Analisi del primo movimento
Il primo movimento della sonata numero 17 per pianoforte di Beethoven (il numero 2 dell'opera 31) è un ”Largo - Allegro” in tempo di due mezzi nella tonalità di base di re minore. La struttura formale è quella della forma-sonata: Esposizione – Sviluppo – Ripresa.

### Esposizione
L'esposizione del primo movimento di questa sonata comprende (come previsto dalle norme della forma-sonata) tre sezioni: (1) esposizione del tema principale (misure 1 – 41); (2)  esposizione del secondo tema (misure 41 – 55); (3) coda dell'esposizione (misure 55 – 92).

Nell'esposizione di questa sonata l'individuazione del tema principale non è facile. Da un punto di vista strutturale l'esposizione del primo tema è a sua volta divisa in tre fasi: (1) fase introduttiva o esposizione degli elementi base dei temi dell'intera esposizione, comprendendo quindi anche il secondo tema (misure 1 – 20); (2) tema principale ricavato da due incisi dell'introduzione (misure 21 – 29); (3) codetta del tema o transizione (o ponte modulante) verso il secondo tema (misure 29 – 41). Vediamo nel dettaglio questa prima parte.

#### Introduzione
L'Introduzione ” è l'inizio più drammatico che Beethoven avesse concepito fino allora, con motivi e tempi contrastanti, e stati d'animo contrapposti”. Questo inizio si presenta con due frasi (misure 1 – 6 e misure 7 – 20). Nella prima frase sono presenti tre elementi in sequenza: (1) un arpeggio (”Largo”) sulla dominante (la maggiore); (2) una rapida e impetuosa figurazione di crome (”Allegro”), ancora in ambiente armonico della dominante che però ”muove al re minore”, legate a due a due e discendenti per gradi congiunti (denominata da alcuni commentatori “lamento”); (3) la chiusura della frase su un terzo tempo (”Adagio”) con un abbellimento o ”gruppetto diretto” che chiude su una semicadenza o cadenza sospesa (re minore => la maggiore). I primi due elementi si individuano come “domanda – risposta”, mentre il terzo è la conclusione della frase. In questa prima frase sono presenti gli elementi fondamentali dell'esposizione: l'arpeggio iniziale (o inciso “arpeggio”), che ”non va considerato come un'introduzione, bensì elemento drammatico che acquista un valore ben individualizzato nell'intero corso di questo primo movimento”, ed è la sigla distintiva del tema fondamentale, mentre le crome (semifrase centrale) le ritroveremo nel secondo tema, ma anche la sigla di chiusura (o inciso “gruppetto”) può essere individuata nell'inciso di risposta del tema fondamentale. [batt. 1-6]
Nella seconda frase dell'introduzione (misure 7 – 20) si ripresentano i due primi elementi: l'inciso “arpeggio” e le crome della semifrase centrale. L'ambito armonico è quello della relativa maggiore: fa maggiore. Infatti l'arpeggio iniziale è basato sulla sensibile (do maggiore) che non è altro che la dominante della relativa maggiore. La linea melodica delle crome invece prosegue per 13 misure, e dopo aver raggiunto il punto più acuto (o climax) su una accordo di tonica (re minore a misura 13), continua con una rapida caduta drammatica di quattro misure e si conclude su un pedale di dominante e su alcuni accordi di settima di dominante (la maggiore settima a misura 20) in preparazione dell'entrata del tema principale vero e proprio sulla tonica (re minore). Ora appare chiaro che mentre la prima frase ha una chiusura “provvisoria”  (l'inciso “gruppetto”), la seconda frase come risposta si risolve nel più decisivo tema principale.

#### Primo tema
A misura 21 entra quello che può essere definito il tema principale:  ”vera idea spirituale che sarà meravigliosamente elaborata nello sviluppo”.  Ma anche ”prima apparizione, in questo movimento, di una funzione tonica stabile”. Il tema si compone di due frasi di 4 misure (domanda – risposta): la prima nella tonica (re minore), la seconda nella dominante (settima di dominante: la maggiore settima). Entrambe le frasi si presentano con l'inciso “arpeggio” al basso (”non più una domanda, bensì una affermazione decisiva”) e con un altro inciso di risposta al tenore, ”lamentoso e supplichevole”, che è direttamente derivato dall'inciso “gruppetto”. [batt. 21-25]
Importante è in questo tema il continuo accompagnamento di terzine che, insieme ai due incisi citati, faranno da base all'elaborazione nella fase centrale di sviluppo.

Non tutti i commentatori sono concordi nel ritenere quello appena indicato il tema principale. In effetti (a parte le terzine) le altre idee sono già state presentate abbondantemente nell'introduzione; ma è innegabile che mentre l'introduzione si presenta in modo incerto, quasi una improvvisazione, sia per i continui cambi di tempo, ma anche per le ambientazioni tonali (ad esempio l'arpeggio iniziale di la maggiore ha come basso il do diesis ”che dà alla sonorità la qualità morbida e priva di enfasi di un accordo di sesta” - sonorità certamente non adatta per l'inizio di un tema principale), mentre le battute 21 – 29 all'incontrario sono decise, stabili e forti e soprattutto sono esposte nella tonica (re minore).

La codetta del tema (misure 29 – 42) preannuncia già come queste idee verranno sviluppate da Beethoven: una continua progressione ascendente per gradi congiunti del basso fondamentale: fa (re minore) – sol diesis (mi maggiore) – la (fa maggiore)  – si (sol diesis minore quinta diminuita)  - do (la minore) dell'inciso “arpeggio” con l'insistente accompagnamento delle terzine di crome fino all'apparire del secondo tema. A questo riguardo si noti come le note apicali (acute) espresse in drammatici sforzando (re – mi – fa – sol diesis – la) corrispondono ai suoni fondamentali degli accordi in primo rivolto del rispettivo basso. Questa codetta può essere “vista” anche come un ponte modulante o di transizione verso la tonalità minore (la minore), ambiente armonico del secondo tema, preparata da una ”prolungata e tensivamente sospensiva settima diminuita” (do minore settima diminuita delle misure 38 – 40). [batt. 29-38]

#### Secondo tema
Il secondo tema (misure 41 – 55) si sviluppa nell'ambiente armonico della dominante (la minore). È formato da tre frasi: le prime due simmetriche (prima frase: misure 41-45; seconda frase: misure 45-49), mentre l'ultima raggiunto l'acme espressiva (misura 49) chiude il tema (a misura 55) con una ennesima caduta verso il registro basso. Contrariamente ad altri temi secondari beethoveniani, questo non porta nessun riposo e non contrasta con il primo (il contrasto è già presente nel primo tema tra l'arpeggio iniziale e la seguente semifrase lamentevole). In effetti se vogliamo trovare un'origine per questo tema, è innegabile la sua somiglianza proprio con la semifrase “lamento” della battuta 2. Alcuni commentatori vanno ancora oltre e individuano all'interno di questo secondo tema tutti e tre gli elementi base di questo primo tempo: “arpeggio” – “lamento” – “gruppetto” (tra parentesi nel nostro esempio). [batt. 41-45]

#### Coda esposizione
A misura 55 inizia la coda dell'esposizione sempre nell'ambito armonico della dominante (la minore). In questa coda possiamo individuare due temi conclusivi. Il primo tema conclusivo (misure 55 – 74) rompe decisamente il ritmo passando dalle crome alle minime e semiminime. Anche in questo tema si possono individuare alcuni elementi del tema principale ma ovviamente più diluiti nel tempo: il “gruppetto” e il ”lamento”, quest'ultimo però con moto ascendente. [batt. 55-63]
Con il secondo tema conclusivo (misure 74 – 87) si ritorna al ritmo delle crome. Qui Beethoven ci presenta una magistrale imitazione contrappuntistica: l'inciso “arpeggio” al soprano e l'inciso “lamento” al basso con successivi scambi di ruoli. Questa sezione di chiusura acquista una certa importanza nello sviluppo drammatico del movimento in quanto ha in sé anche alcune funzioni dello sviluppo. [batt. 74-80]
Questa coda si conclude, ancora una volta con un contributo drammatico, con delle ottave senza armonie, preparando direttamente la ripetizione dell'Esposizione (la prima volta) e l'inizio dello Sviluppo (la seconda volta).

### Sviluppo
Lo sviluppo è relativamente breve (circa 50 misure) ed è diviso in tre sezioni: la prima sezione (battute 97 – 102) fa da preparazione; la seconda sezione (battute 103 – 122) è il nucleo centrale; la terza sezione (battute 123 – 146) è una coda conclusiva ma anche un ponte modulante per la Ripresa. Questo Sviluppo ”ribadisce in gran parte le principali tappe del dramma mostrato nell'esposizione”

#### Prima sezione
La prima sezione inizia nella tonalità della sottodominante (sol) determinata dalla battute finali dell'Esposizione e consiste in tre arpeggi in tempo “Largo” e con dinamica “pianissimo” sugli accordi di re maggiore, fa diesis minore e fa diesis maggiore che ovviamente riprendono la prima idea iniziale. Gli elementi più significativi di queste sei battute sono le note apicali coronate. Esse indicano ”un processo di forte tensione d'attesa”. Insieme formano una triade eccedente, un accordo di moto, che sembra si concluda su un accordo di fa maggiore. [batt. 95-102]

#### Seconda sezione
La seconda sezione è un allegro in fortissimo che irrompe sorprendentemente anche per l'ambio di modalità (fa diesis minore). Sono 20 battute durante le quali il tema principale (la “risposta supplichevole”) sale nel basso da fa diesis al re (la tonica). Nella prima parte (misure 103 – 110) il tema compare completo, poi il climax accelera e per sei volte ad ogni due misure viene proposto solamente l'arpeggio ascendente (la “domanda”) eliminando il tratto cantabile (il “gruppetto”).

#### Terza sezione
Le successive 18 misure (da battuta 123 a battuta 140) sono basate su un pedale di dominante (la) di re minore (la tonica) riportando l'atmosfera espressiva al tempo lento dell'inizio. In questa fase si può riconoscere la figurazione di accompagnamento del secondo tema basata sugli accordi di la maggiore. Questa terza sezione ha quindi lo scopo di stabilizzare l'armonia della dominante come ”potente mezzo di attesa e assieme di spinta tonalmente risolutiva verso la riedificazione finale tematico-tonale” La caratteristica maggiore di questa parte sono le sincopi create dagli sforzando posizionati nel mezzo della battuta. Il vorticoso movimento di crome a misura 137 si risolve in un accordo di dominante (la maggiore) a cui fa seguito una fase accordale sempre con il basso sulla dominante dove l'intervallo più significativo è quello di nona minore sulla dominante (la – si bemolle), tipico accordo usato da Beethoven per la preparazione di un ritorno. Una doppia discesa di semiminime in ottava, sempre basate sulla dominante, chiude definitivamente lo Sviluppo. [batt. 133-146]

### Ripresa
La ripresa inizialmente si presenta come una “ricapitolazione con sviluppo”. L'inciso “arpeggio” che nell'esposizione occupava a malapena due misure ora è trasformato (sviluppato) in un recitativo ”stupendamente drammatico”, ma anche riflessivo (quasi autobiografico) di 6 misure. L'armonia è ancora quella della dominante (la maggiore) che prende avvio da un accordo arpeggiato iniziale e viene tenuta per tutto il recitativo tramite il pedale creando così ”una sonorità e perfino cavernosa come di voce proveniente da una tomba”. [batt. 147-152]
Ritorna il breve allegro (la risposta – il “lamento”) senza nessuna modifica rispetto l'Esposizione iniziale. Un accordo arpeggiato sul do maggiore ripropone l'inciso “arpeggio” (come nel'esposizione). Ma se prima l'ambito armonico era la relativa maggiore (fa maggiore) ora è il fa minore (zona tonale limite), ed è in questa tonalità che sul pedale del do (dominante di fa) si sviluppa un secondo recitativo. Il carattere modulante del secondo recitativo prepara l'entrata di un nuovo episodio (a misura 163), momento di transizione verso il secondo tema.

L'ambito tonale della transizione (al secondo tema) è fa diesis minore. Questa tonalità viene preparata da quattro accordi (“pesanti e ovattati”) inframmezzati da pause sulla sua dominante: do diesis maggiore. Il collegamento con la fine del recitativo è enarmonico: infatti l'ultima nota del recitativo è la bemolle che nel nuovo ambiente armonico è rinominata in sol diesis (dominante della dominante). La linea melodica dell'episodio è basata su arpeggi dal ritmo irregolare (gruppi di crome alternati da gruppi di semicrome) suggerendo così una certa improvvisazione. Per tre volte l'alternanza di accordi e arpeggi viene ripetuta in una progressione che sale dal mi diesis, al fa diesis, al sol bequadro (sol naturale) e infine al sol diesis.[batt. 161-166]
La ripresa del secondo tema (battute 175 - 189) come vuole la norma è nella tonica (re minore). La preparazione armonica è data dall'accordo di settima diminuita (sol # 7dim) della penultima battuta della transizione (misura 173) ”così da far percepire il la successivo come una dominante” (misura 175).

### Coda finale
La coda finale, in una prima fase (battute 189 – 202), riprende quella dell'esposizione con la dovuta trasposizione alla tonica (re minore). A questa prima codetta segue una seconda codetta (battute 202 – 221) basata su una accelerata figurazione di quartine di crome a carattere quasi virtuosistico. Il movimento quindi “svanisce” nelle ultime 12 misure nelle quali un accordo di tonica (nella zona mediana della tastiera) tenuto per 6 battute sovrasta, sempre in pianissimo, ”una figura arpeggiata che tocca continuamente la nota più grave del pianoforte di quel tempo”. Chiude il movimento, sempre in pianissimo, due accordi sulla tonica.

### Schema riassuntivo
| Parte       | Sezione                             | Sottosezione                                                | Grado                          | Tonalità              | Battute:da-a |
| ----------- | ----------------------------------- | ----------------------------------------------------------- | ------------------------------ | --------------------- | ------------ |
| Esposizione | Introduzione (esposizione dei temi) | Inciso “arpeggio”                                           | V (dominante)                  | la magg.              | 1 – 2        |
| Esposizione | Introduzione (esposizione dei temi) | Semifrase “lamento”                                         | V (dominante)                  | la magg.              | 2 - 5        |
| Esposizione | Introduzione (esposizione dei temi) | Inciso “gruppetto”                                          | I (tonica)=>V (dom.)           | re minore => la magg. | 6            |
| Esposizione | Introduzione (esposizione dei temi) | Riesposizione dell'inciso “arpeggio”                        | VII (sensibile)                | do magg.              | 7 - 8        |
| Esposizione | Introduzione (esposizione dei temi) | Sviluppo del “lamento”                                      | III (mediante)=>I (tonica)     | fa magg. => re min.   | 8 - 20       |
| Esposizione | Tema principale                     | Tema                                                        | I (tonica)                     | re minore             | 21 – 29      |
| Esposizione | Tema principale                     | Codetta del tema (ponte modulante)                          | I (tonica) => V (domiante)     | re mi. => la min.     | 29 - 41      |
| Esposizione | Secondo tema                        |                                                             | V (dominante)                  | la minore             | 41 - 55      |
| Esposizione | Coda dell'Esposizione               | Primo tema di chiusura                                      | V (dominante)                  | la minore             | 55 – 74      |
| Esposizione | Coda dell'Esposizione               | Secondo tema di chiusura                                    | V (dominante)                  | la minore             | 74 - 96      |
| Sviluppo    | Prima sezione                       |                                                             | III (mediante)                 | fa # magg./minore     | 97 - 102     |
| Sviluppo    | Seconda sezione                     |                                                             | III (mediante)                 | fa # minore           | 103 – 122    |
| Sviluppo    | Terza sezione (coda)                |                                                             | V (dominante)                  | la maggiore           | 123 - 146    |
| Ripresa     | Ripresa dei temi principali         | Inciso “arpeggio” con recitativo                            | V (dominante)                  | la magg.              | 147 – 152    |
| Ripresa     | Ripresa dei temi principali         | Semifrase “lamento”                                         | V (dominante)                  | la magg.              | 152 - 155    |
| Ripresa     | Ripresa dei temi principali         | Inciso “gruppetto”                                          | I (tonica)=>V (dom.)           | re minore => la magg. | 156          |
| Ripresa     | Ripresa dei temi principali         | Riesposizione dell'inciso “arpeggio” con secondo recitativo | VII (sensibile)/III (mediante) | do magg./fa minore    | 157 - 162    |
| Ripresa     | Transizione al secondo tema         |                                                             | III (mediante)                 | fa # minore           | 163 - 175    |
| Ripresa     | Riesposizione del secondo tema      |                                                             | I (tonica)                     | re minore             | 175 - 189    |
| Coda Finale | Primo tema di chiusura              |                                                             | I (tonica)                     | re minore             | 189 – 202    |
| Coda Finale | Secondo tema di chiusura            |                                                             | I (tonica)                     | re minore             | 202 - 221    |
| Coda Finale | Finale                              |                                                             | I (tonica)                     | re minore             | 221 - 232    |

## Analisi del secondo movimento
Il secondo movimento della sonata è un adagio in tempo tre quarti nella tonalità di base di si bemolle maggiore. La struttura formale è quella di un lied, o meglio di una “cavatina”  bipartita (esposizione e ripresa senza ritornelli e sviluppo); ma risente anche della struttura della forma-sonata per il caratteristico impianto bitematico. In conclusione la forma di questo secondo tempo può essere sintetizzata così: Esposizione (primo tema – ponte modulante – secondo tema) – Ripresa variata (primo tema – ponte modulante – secondo tema) - Coda.

### Esposizione
L'esposizione (da battuta 1 a battuta 44) consiste nella presentazione di due temi (principale e secondario) inframmezzati da un ponte modulante e in una coda.

Il tema principale è organizzato su due frasi (1: battute 1 – 8; 2: battute 8 – 17), la seconda delle quali ripete in modo variato la prima con l'aggiunta di una breve codetta. Nella prima frase possiamo inoltre individuare, con un ulteriore approfondimento analitico, una tipica fraseologia di domanda - risposta.  L'arpeggio iniziale sulla tonica (si bemolle maggiore) presenta subito la figura base (inciso) di questo tema: tre note con un ritmo caratteristico di una croma con doppio punto seguito da una biscroma. Inciso che compare tre volte nella frase del tema: la prima volta alla tonica, la seconda volta con l'armonia di settima di dominante, la terza volta viene ripresa alla tonica per concludere l'intera frase con una cadenza sospesa (semicadenza) sulla dominante (fa maggiore). [batt. 1 – 8]
La seconda frase è una ”rienunciazione della prima con effetti d'eco” (l'inciso è rinforzato con delle terze) per chiudere l'esposizione di questo primo tema, con l'aggiunta di una piccola codetta, alla tonica (si bemolle maggiore).

Un ponte modulante (battute 17 – 31) collega il primo tema al secondo tema. Questo interludio pur svolgendo sia una funzione tonale che tematica di transizione, in realtà propone una nuova idea caratterizzata al basso da ”brevissimi tremuli delle biscrome” (pedale di tonica). [batt. 17- 21]
Il Ponte modulante è diviso in una prima semifrase di 4 battute e quindi in una seconda parte più elaborata dove l'inciso “tremuli delle biscrome” rimbalza da una mano all'altra e insiste per sette battute sulla nota do (dominante della dominante: fa) per preparare il nuovo ambito armonico (dominante – fa maggiore).

Il secondo tema (battute 32 – 39) “dolce”, alla dominante (fa maggiore), si ricollega al primo tramite l'inciso della croma con doppio punto seguito da una biscroma. Il tema si presenta con due semifrasi simmetriche di 4 misure. [batt. 32 - 35]
La coda dell'esposizione (battute 39 – 43) riprende l'inciso “tremuli delle biscrome” questa volta sulla nota fa (pedale di dominante) con accordi di nona minore (sempre sulla dominante) della mano destra per ristabilire la tonalità di base (si bemolle maggiore) della Ripresa.[batt. 39-43]

### Ripresa
La ripresa ricapitola sostanzialmente tutto il materiale musicale fin qui esposto. Il Primo tema, con la prima frase (misure 44 – 51) si presenta abbastanza simile all'Esposizione, mentre con la seconda frase (misure 51 – 60) Beethoven introduce un gioco continuo di arpeggi che comunque ”non hanno alcun valore virtuosistico, ma solo di risonanza armonica”.[batt. 51-54]
Ritorna il ponte modulate (misure 60 – 73) con i “tremuli delle biscrome”. Questa transizione non dovendo più preparare il secondo tema alla dominante, ora segue un altro percorso armonico: inizia alla tonica (si bemolle), prosegue alla sottodominante (mi bemolle), momento tradizionale nella seconda parte di una forma-sonata classica, per poi chiudere sulla dominante (fa) per introdurre il secondo tema armonizzato come prevede la norma alla tonica. Ed è in questo ambiente armonico che ritorna il secondo tema senza altre modifiche.

La coda finale inizia a misura 81 con le figurazioni a biscrome del ponte modulante ormai stabilizzate sulla tonica. La coda si chiude (a misura 91) con una nuova figurazione sempre basata sull'inciso iniziale. Nelle ultime 6 misure un pedale sulla tonica riconferma in modo definitivo l'armonia di base.

Per alcuni commentatori sotto l'apparente calma dell'Adagio si cela una certa apprensione, un senso di nervosa attesa generata da alcuni dettagli ritmici, melodici e dinamici come ad esempio la figura a doppio punto (un semplice ottavo col punto e sedicesimo sarebbe risultata più cantabile). Sembra quasi che questa tensione sia stata preparata opportunamente per risolversi nell'ambientazione espressiva del successivo Allegretto.

### Schema riassuntivo
| Parte       | Sezione               | Sottosezione  | Grado                                              | Tonalità                             | Battute:da-a |
| ----------- | --------------------- | ------------- | -------------------------------------------------- | ------------------------------------ | ------------ |
| Esposizione | Tema principale       | Prima frase   | I (tonica) => V (dominante)                        | si b magg. => fa magg.               | 1 – 8        |
| Esposizione | Tema principale       | Seconda frase | I (tonica)                                         | si b magg.                           | 8 - 17       |
| Esposizione | Ponte modulante       |               | I (tonica) => II (sopratonica: dom. della dom.)    | si b magg. => do magg.               | 17 - 31      |
| Esposizione | Secondo tema          |               | V (dominante)                                      | fa magg.                             | 32 - 39      |
| Esposizione | Coda dell'Esposizione |               | V (dominante)                                      | fa magg.                             | 39 - 43      |
| Ripresa     | Tema principale       | Prima frase   | I (tonica) => V (dominante)                        | si b magg. => fa magg.               | 44 - 51      |
| Ripresa     | Tema principale       | Seconda frase | I (tonica)                                         | si b magg.                           | 51 - 60      |
| Ripresa     | Ponte modulante       |               | I (tonica) => IV (sottodominante) => V (dominante) | si b magg. => mi b magg. => fa magg. | 60 - 73      |
| Ripresa     | Secondo tema          |               | I (tonica)                                         | si b magg.                           | 73 - 81      |
| Coda finale | Coda della Ripresa    |               | I (tonica)                                         | si b magg.                           | 81 - 90      |
| Coda finale | Tema conclusivo       |               | I (tonica)                                         | si b magg.                           | 90 - 104     |

## Analisi del terzo movimento
Il terzo movimento della sonata è un allegretto in tempo tre ottavi nella tonalità di base di re minore.  La forma può essere quella di un primo tempo di sonata; per altri si avvicina di più ad un perpetuum mobile. Questo, ancora una volta, dimostra quanto problematico sia definire le strutture formali degli “Allegretti” beethoveniani. Comunque la struttura classica della sonata (Esposizione – Sviluppo – Ripresa - Coda) sembra sia riconosciuta qui dalla maggior parte dei commentatori.

### Esposizione
La struttura dell'esposizione è formata essenzialmente dal primo tema e relative codette (misure da 1 a 31), da un ponte modulante (misure da 31 a 44), da un secondo tema con relative codette (da misura 44 a 68) e da una coda cadenzale conclusiva (da misura 69 a 105).

#### Primo tema
Il primo tema occupa le prime 8 misure del movimento suddivise in due semifrasi. La prima semifrase inizia alla tonica (re minore) e si chiude alla dominante (la maggiore), mentre la seconda semifrase inizia alla dominante e chiude alla tonica. Il tema in sé è molto semplice: ogni battuta consiste di due terzine di semicrome, ”un la ostinato in levare al tenore che in parte rileva la funzione del basso”; si ha così la sensazione di un continuo pulsare di arpeggi (tema ispirato, così sembra, da un galoppare di cavalli).  [batt. 1 – 9]
Segue la codetta del tema e un ponte modulante (quest'ultimo inizia a misura 31) entrambi basati sugli arpeggi del tema. Il ritmo che viene interrotto brevemente alle battute 24 e 28.

#### Secondo Tema
Il secondo tema “rompe ritmicamente” il regolare fluire del primo. È diviso in due frasi da 8 misure ciascuna (prima frase: misure 44 – 51; seconda frase 52 – 60); la ripetizione del tema fa largo uso di ottave sia disgiunte che intere; l'ambito tonale è quello della dominante (la minore). [batt. 44-51]
Questo Secondo tema è comunque molto vicino al Primo tema: la mano sinistra insiste su delle sestine che in definitiva propongono lo stesso ritmo del tema principale. Una codetta del secondo tema (misure 60 – 68) e una coda cadenzale (misure 68 – 105) basata soprattutto sull'armonia della dominante (notare l'insistenza della nota la all'inizio di ogni battuta della mano sinistra), chiude l'Esposizione.

### Sviluppo
Dopo la ripetizione integrale dell'Esposizione inizia il vero e proprio sviluppo. È qui che Beethoven dimostra stupendamente l'infinita fantasia della sua creatività ”che da un elemento ritmico semplice e trascurabile sa creare tutto un poema”. In questo Sviluppo l'Autore fa largo uso della tonalità di si bemolle minore (specialmente da battuta 162 e seguenti), mentre il disegno melodico rimane costantemente ancorato alla due terzine sovrapposte di semicrome. Un breve ponte modulante (misure 210 – 225) porta direttamente alla Ripresa.

### Ripresa
La struttura della ripresa è simile a quella dell'esposizione: Primo tema (misure 226 – 253) – Ponte modulante (misure 253 – 283) – Secondo tema (misure 283 – 307) – Codetta del secondo tema e della ripresa (misure 307 – 334). L'ambiente armonico è quello della tonica (re minore) sia per il primo tema che per il secondo tema; un'unica eccezione è data dal ritorno alla tonalità centrale dello sviluppo (si bemolle minore) all'inizio del ponte modulante tra il primo e secondo tema. [batt. 250-259]

### Coda finale
La coda finale (a misura 334) inizia con una ennesima variazione ritmica (e melodica) del tema: un'ultima elaborazione del tema. In realtà le successive 28 misure sono una preparazione per l'ultima entrata del tema, una tecnica appresa da Haydn ”che consiste nel ripetere una breve figurazione più e più volte finché improvvisamente ne salta fuori il tema”. La preparazione al ritorno del tema è rinforzata anche da 16 misure di pedale sulla dominante (la) da misura 346. Anche la dinamica contribuisce all'effetto finale: il pedale prima è in crescendo e poi in diminuendo fino al pianissimo un istante prima dell'entrata del tema in fortissimo. [batt. 359-365]
In questa ripresa finale del tema le sospensioni del moto (quelle a misura 24 e 28 dell'Esposizione), omesse nella Ripresa, e ripristinate alle battute 384 e 388 (con l'aggiunta di una terza sospensione a misura 392), insieme ai 7 sforzando in sincope sempre sul tema, danno un notevole slancio espressivo al tema stesso prima della chiusura finale del movimento e di tutta la sonata.

L'ultima sospensione si prolunga in una discesa cromatica di 2 misure per concludere su una cadenza V – I (dominante – tonica) ripetuta quattro volte (misure 397 – 404); quindi altre quattro misure sull'accordo di tonica preparano un arpeggio discendente (sempre sull'armonia di re minore) per concludere il brano sul re più grave della tastiera del pianoforte all'epoca di Beethoven.

### Schema riassuntivo
| Parte       | Sezione                          | Sottosezione     | Grado                      | Tonalità                | Battute:da-a |
| ----------- | -------------------------------- | ---------------- | -------------------------- | ----------------------- | ------------ |
| Esposizione | Tema principale                  | Prima frase      | I (tonica)                 | re minore               | 1 – 5        |
| Esposizione | Tema principale                  | Seconda frase    | V (dominante => I (tonica) | la magg. => re min.     | 5 - 9        |
| Esposizione | Tema principale                  | Codetta del tema | I (tonica) / V (dominante) | re minore / la maggiore | 9 - 31       |
| Esposizione | Ponte modulante                  |                  | [II (sopratonica)]         | (do magg.)              | 31 - 44      |
| Esposizione | Secondo tema                     | Prima frase      | V (dominante)              | la minore               | 44 - 52      |
| Esposizione | Secondo tema                     | Seconda frase    | V (dominante)              | la minore               | 53 - 60      |
| Esposizione | Secondo tema                     | Codetta del tema | V (dominante)              | la minore               | 61 - 68      |
| Esposizione | Coda dell'Esposizione            |                  | V (dominante)              | la minore               | 68 - 105     |
| Sviluppo    | Parte centrale                   |                  | [VI (sopradominante)]      | (si bemolle minore)     | 106 - 209    |
| Sviluppo    | Ponte modulante                  |                  | V (dominante)              | la maggiore             | 210 - 226    |
| Ripresa     | Tema principale                  | Prima frase      | I (tonica)                 | re minore               | 226 - 229    |
| Ripresa     | Tema principale                  | Seconda frase    | V (dominante => I (tonica) | la magg. => re min.     | 229 - 233    |
| Ripresa     | Tema principale                  | Codetta del tema | I (tonica) / V (dominante) | re minore / la maggiore | 233 - 253    |
| Ripresa     | Ponte modulante                  |                  | [VI (sopradominante)]      | (si bemolle minore)     | 253 - 283    |
| Ripresa     | Secondo tema                     | Prima frase      | I (tonica)                 | re minore               | 283 – 291    |
| Ripresa     | Secondo tema                     | Seconda frase    | I (tonica)                 | re minore               | 291 - 299    |
| Ripresa     | Secondo tema                     | Codetta del tema | I (tonica)                 | re minore               | 299 - 333    |
| Coda finale | Preparazione al ritorno del tema |                  | V (dominante)              | la minore               | 334 - 361    |
| Coda finale | Tema conclusivo (primo tema)     |                  | I (tonica)                 | re minore               | 361 - 369    |
| Coda finale | Codetta al tema                  |                  | I (tonica)                 | re minore               | 369 -370     |
| Coda finale | Finale                           |                  | V (dominante / I (tonica)  | la maggiore / re minore | 370 - 410    |